# Nina Jones
Nina Lucy Mary Jones (* 22. Juni 1871 in Christchurch, Neuseeland; † 8. Februar 1926 in Nelson, Neuseeland) war eine neuseeländische Aquarellistin und Illustratorin, bevorzugt von Blumen und Pflanzen.

## Frühes Leben
Nina Lucy Mary Jones wurde am 22. Juni 1871 als jüngste Tochter der Eheleute Eliza Jones und Charles Jones in Christchurch geboren. Über ihre Kindheit, Jugendzeit ist nichts und über ihre Schulbildung fast nichts bekannt. Ein erster Nachweis ist zu letzterem im Dezember 1885 im The Evening Star zu finden, demnach sie die Ravensbourne Primary School in Dunedin besuchte. Im Jahr 1887 muss die Familie schon in Nelson gelebt haben, denn Nina wurde dort bereits in der Nelson Evening Mail erwähnt.

## Arbeit als Malerin
In einer Aufzählung eines Journalisten im Taranaki Herald vom 8. April 1891 sind mit „A Peaceful Nook‘‘“ und „On the Waimsa‘‘“ und am Folgetag mit „Nina Jones, landscape sketch, "A Quiet Nook"“ (eine stille Ecke) weitere Nachweise ihres künstlerischen Arbeitens zu finden. Nina ist zu dieser Zeit 19 Jahre alt und lebte in Nelson. In dem Kommentar wird sie als „geschickt in ihrer Pinselführung und künstlerisch in ihren Ideen“ bezeichnet und dem Kritiker gefielen auch ihre Malereien mit Obst und Landschaften sehr.
In ihrer Laufbahn als Malerin wurde Nina als akkurate Aquarellistin bekannt, die fast 200 Bilder von einheimischen Blumen und Früchten malte und 30 davon Teil der neuseeländischen Ausstellung auf der British Empire Exhibition von 1924 bis 1925 in Wembley, London waren. Die meisten ihrer Bilder sind heute noch im Nelson Provincial Museum zu sehen. Nina engagierte sich im Bishopdale Sketching Club, der später in Suter Art Society umbenannt wurde. Zusätzlich war sie über 25 Jahre Sekretärin des Bishop Suter Art Gallery Trust Board.
Nina Lucy Mary Jones verstarb am 8. Februar 1926 in ihrer Heimatstadt Nelson.

## Bildergalerie

Werke von Nina Jones
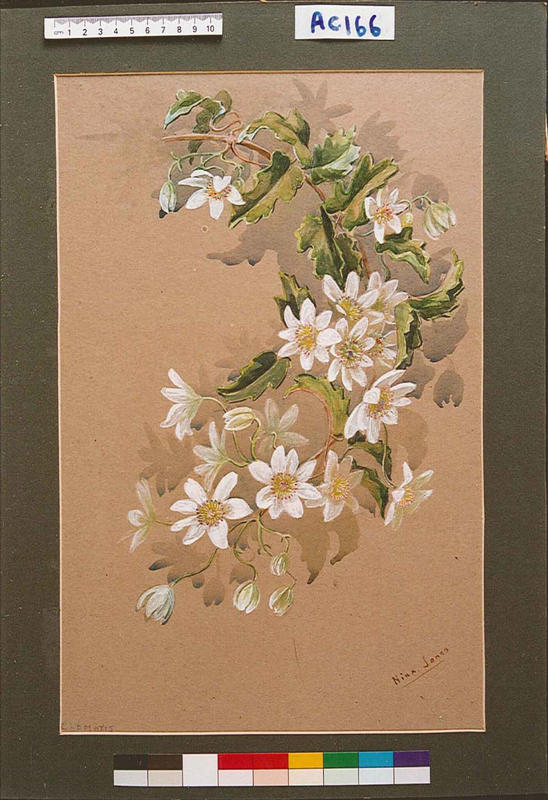
Clematis, ca. 1920
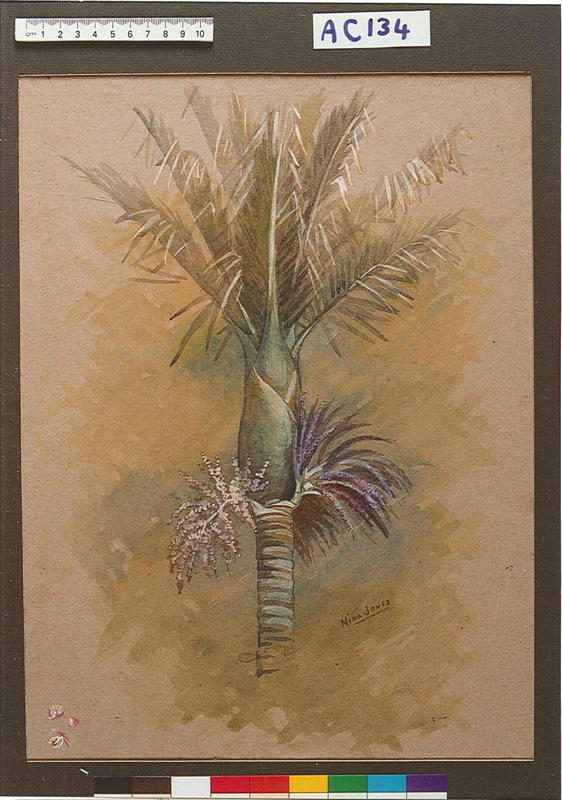
Nikau-Palme, ca. 1920
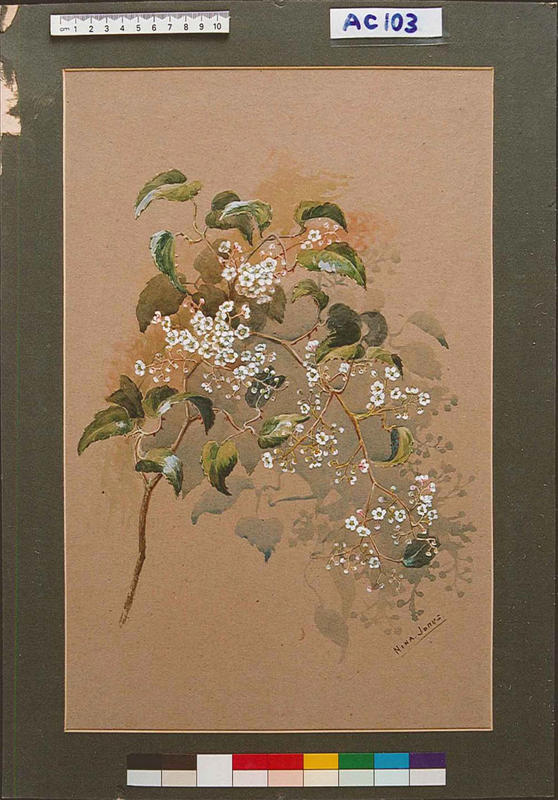
Rubus, ca. 1920
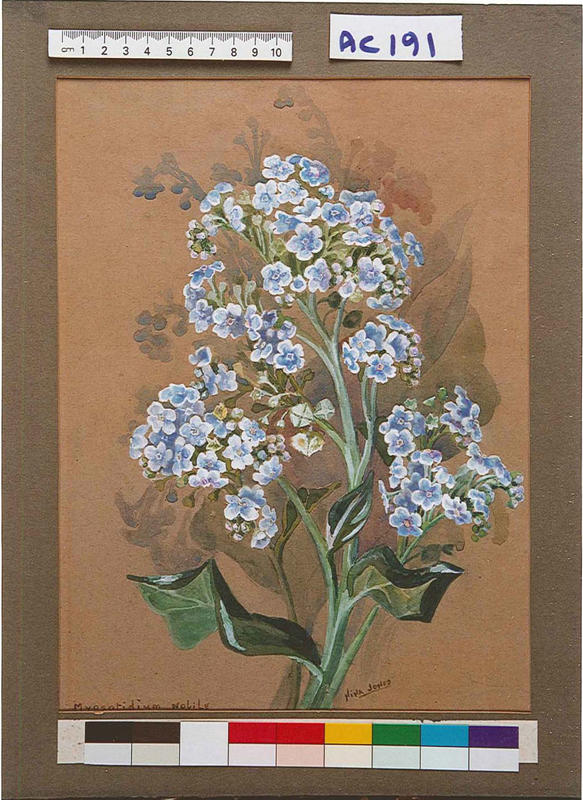
Myosotidium nobile, ca. 1920